# Тутуба (острів)
Тутуба — острів у Вануату, розташований біля узбережжя найбільшого острова Вануату Еспіриту-Санто в провінції Санма.

## Населення
Невелике місцеве населення Тутуби, близько 600 осіб, живе в селах уздовж північно-західного узбережжя. Місцеві жителі розмовляють мовою тутуба. 

## Географія
Острів досить малий:  7,0 км у довжину і всього 2,5 км шириною в найширшому місці. Згідно з путівником Lonely Planet, «золоті пляжі вздовж західного узбережжя Тутуби». 